# Jean-Louis Bernié
Pour les articles homonymes, voir Bernié.
Jean-Louis Bernié, né le 22 août 1953 à Quérigut (Ariège), est un homme politique français.

## Biographie
Jean-Louis Bernié est le fils de Raymond Bernié qui est conseiller régional, maire de Quérigut de 1977 à 1989, et adjoint au maire de Pamiers.

## Détail des fonctions et des mandats
Mandat local
- 1992 - 1998 : Conseiller régional des Pays de la Loire

Mandat parlementaire
- 20 juillet 1999 - 19 juillet 2004 : Député européen

Autre fonction
- Directeur de la fédération des chasseurs de Loire-Atlantique